# Битка за връх Сун
Битката за връх Сун (на китайски: 松山戰役), наричана също Битка за Раму (на японски: 拉孟の戦い), от 4 юни до 7 септември 1944 година е битка от Севернобирманско-Западноюннанската операция на Втората световна война.
Връх Сун е възвишение в Юннан, което контролира участък от Бирманския път. През лятото на 1944 година там са разположени около 1300 японски войници, откъснати от основните японски сили, но които в предходните две години изграждат сложна система от защитни съоръжения. От началото на юни 20-хилядни части на Република Китай, с въздушна и логистична подкрепа от Съединените щати, атакуват възвишението, но са спрени от фортификационната му система. Те успяват да го овладеят едва с тримесечни сражения, масирана артилерийска и въздушна подкрепа и големи жертви, като почти целият японски гарнизон загива.
Превземането на връх Сун дава възможност за пълноценното възстановяване на Бирманския път.